# یونس عبدالحمید
یونس عبدالحمید (انگلیسی: Yunis Abdelhamid؛ زادهٔ ۲۸ سپتامبر ۱۹۸۷) بازیکن فوتبال اهل مراکش است.
از باشگاه‌هایی که در آن بازی کرده‌است می‌توان به باشگاه فوتبال والنسین اشاره کرد.
وی همچنین در تیم ملی فوتبال مراکش بازی کرده‌است.